# Bastion Filip

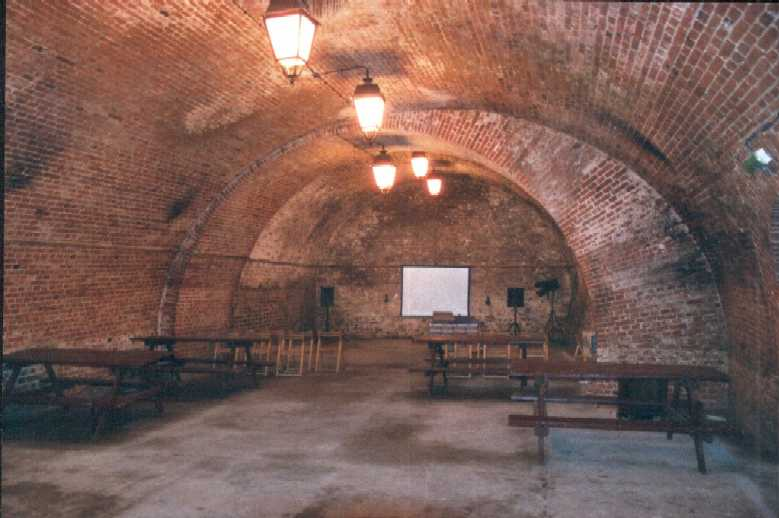
Kazamaty bastionu Filip przed odrestaurowaniem (2004)

Bastion Filip (niem. Bastion Philipp) – jeden z bastionów twierdzy Kostrzyn, usytuowany w południowym narożniku twierdzy, na krańcu kurtyn południowo-wschodniej i południowo-zachodniej, nieopodal Bramy Chyżańskiej. Od zachodu oblany wodami Odry, a od południa i wschodu – wodami fosy.

## Historia
Bastion został zaprojektowany przez Francesco Chiaramellego na kształcie ostrokąta, a zrealizowany w 1568 r. przez Linnariego w kształcie zbliżonym do prostokąta.
Powierzchnia łączna bastionu wynosi 1769,74 m², zaś kubatura – 18 582,27 m³.